# Eptesicus hottentotus
Eptesicus hottentotus es una especie de murciélago de la familia Vespertilionidae.

## Distribución geográfica
Se encuentra en Kenia Zambia, Malaui, Mozambique,  Zimbabue, Namibia, Sudáfrica y Lesoto.